# Kitsos Tzavelas
Kitsos Tzavelas (en griego: Κιτσος Τζαβέλας) (1800 — 21 de marzo de 1855) era un combatiente de la guerra de Independencia de Grecia y un hombre político griego. Fue primer ministro entre 1847 y 1848.

## Biografía
Tzavelas nació en Souli, Epiro en 1800, en el clan souliot Tzavelas (en griego: Τζαβελαίοι, en albanés: Xhavella). Era hijo de Fotos Tzavelas y nieto de Lambros Tzavelas, ambos famosos por sus papeles en las luchas souliot contra Alí Pachá de Yánina. Tzavelas creció en el exilio en Corfú, probablemente el lugar donde aprendió griego, siendo su lengua materna el dialecto soliótico del albanés. Como tal, era conocido por su nombre albanés, Kiço Xhavella.
A su regreso a la Grecia continental en 1822, se convirtió en cabeza de familia y fara (clan albanés menor). Estableció su clan en Mesolongi. Inicialmente estuvo bajo el patrocinio de Georgios Karaiskakis al comienzo de la Guerra de independencia griega, pero se pasaría a la facción de Alexandros Mavrokordatos cuando Karaiskakis estuvo implicado en negociaciones secretas con los otomanos. Sin embargo, esto no los ayudó en su rivalidad con el clan Botsaris, otro clan souliot, ya que los Botsaris se vieron favorecidos por haber sido miembros anteriores de la facción. Después de saquear Ágrafa (que estaba en manos de la facción revolucionaria de Karaiskakis) por orden de Mavrokordatos, el clan Tzavelas se reincorporó a Karaiskakis y abandonó Mavrokordatos debido a que éste designó a Markos Botsaris "General de Grecia Occidental". Los dos clanes tenían una hostilidad tan profunda entre sí que, durante la guerra, apoyaron a las facciones opuestas y se negaron a luchar bajo el mismo mando.
Cuando Ibrahim Pachá invadió el Peloponeso en 1825, Tzavellas, junto con Kitsos Botsaris y Georgios Karaiskakis estaban entre los líderes griegos que avanzaron en Mesenia y lograron aliviar el asedio de Navarino.
En su discurso ante el Tercer Consejo Nacional del gobierno provisional griego en 1826, Tzavelas destacó el sacrificio de los Souliotes por una patria común. En 1827, Tzavelas había hecho campaña con éxito en Rumelia central y finalmente recuperaría Karpenisi el 15 de diciembre.
El hecho de que Tzavelas y los otros líderes souliotes se integraron gradualmente en la causa nacional griega fue notado por sus contemporáneos, como el amargado Ahmet Nepravistha, el dervenaga de Kravara, quien en una carta de septiembre de 1828 respondiendo a la petición de Tzavellas de rendirse, tomó nota de su mutación y, al señalar su origen albanés compartido, sarcásticamente cuestionó el carácter griego de Tzavellas. Después de derrotarlo el mes siguiente, en octubre de 1828, Tzavellas hizo estigmatizar las frentes de Ahmet y sus hombres con la imagen del fénix, el emblema de la Primera República Helénica.

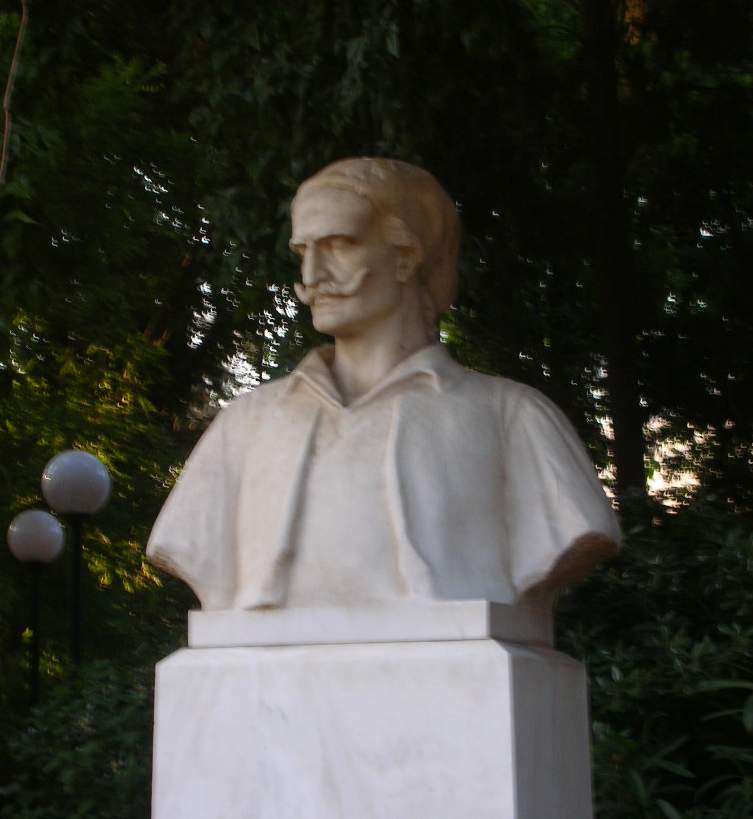
Busto en Atenas.

En la Quinta Asamblea Nacional, en Nauplia (1831-1832), los souliotes estuvieron representados por Kitsos Tzavelas e Ioannis Bairaktaris. Después de muchos debates y solicitudes de los souliotes para recibir tierras, los delegados de la Asamblea acordaron dar tierras solo a los souliotes que lucharon en la guerra y permitirles construir sus asentamientos en propiedades limitadas en Naupacto y Agrinio.
Después de la independencia, Tzavelas se convirtió en partidario de Kapodistrias y, finalmente, en líder del Partido Ruso, que era la facción política conservadora y archi-ortodoxa en el período del rey Otón I. Acusado de planear una revuelta contra el rey en 1834, Tzavelas fue encarcelado por el Consejo de Regencia junto con otros políticos del Partido Ruso. Cuando el rey Otón I alcanzó la mayoría de edad y tomó las riendas del gobierno, Tzavelas fue liberado y más tarde fue nombrado edecán del rey. Otón I le dio una gran área de bosque cerca de Mesolongi a Tzavelas.
Posteriormente fue nombrado ministro de Asuntos Militares en 1844 y, entre 1847 y 1848, primer ministro de Grecia. En 1854, durante la guerra de Crimea, varios oficiales militares griegos descendientes de souliotes, bajo el mando de Kitsos Tzavelas, participaron en una revuelta fallida en Epiro, exigiendo la unión con Grecia.
Kitsos Tzavelas murió en Atenas el 21 de marzo de 1855, dejando atrás a su esposa Vasiliki Tzavela. Está enterrado en el Primer Cementerio de Atenas, junto al sitio de Ioannis Kolettis.